# Wilhelm Kress

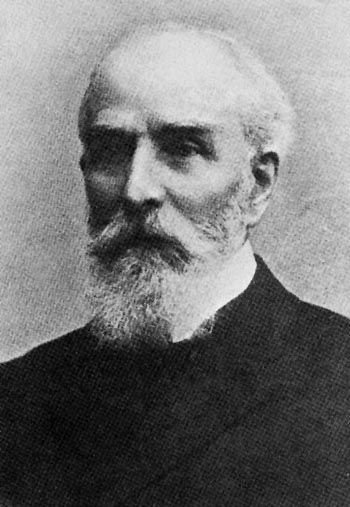
Wilhelm Kress

Wilhelm Kress (São Petersburgo, 29 de Julho de 1836 - Viena, 24 de Fevereiro de 1913), foi um pioneiro da aviação, e construtor de aeronaves.

## Biografia
Wilhelm Kress viajou para Viena, onde desenhou a primeira asa-delta, em 1877. Esta asa foi uma grande invenção para a época, altura em que os grandes engenheiros se esforçavam por desenvolver veículos sem motor, mais pesados que o ar, que se elevassem no ar.
No virar do século XIX, Kress era um dos principais concorrentes para a invenção do motor das aeronaves. Em 1900, desenvolve a manche, mas não regista a sua patente (no seu lugar, em 1907, esta patente é atribuída ao aviador francês Robert Esnault-Pelterie). A aeronave de Kress foi construída para descolar a partir da água, e a primeira tentativa de voo foi efectuada em 1901, em Wienerwaldsee, perto de Viena. Ao contrário do voo dos irmãos Wright em 1903, este voo não foi controlado, resultando numa série de saltos sobre a água. Um voo controlado não foi possível dado que o motor Daimler, tinha o dobro do peso das especifificações planeadas por Kress, o que lhe dava apenas metade da potência de funcionamento. 